# С-54
За самолета вижте С-54 Скаймастър.
С-54 е руско танково оръдие на въоръжение в танка Т-34-76. Балистика=76-мм зенитно оръдие обр.1931/38 (ЗК)

## История
Около средата на 1943 г. окончателно става ясно, че въоръжението на танковете Т-34 и КВ-1 не съответства на съвременните бойни условия. Оказва се, че намиращото се най-масово на въоръжение оръдие – Ф-34, отстъпва по мощност на новото немско танково въоръжение и не може да се справи с немските танкове от ново поколение – Тигър, а на далечни дистанции и с модернизирания вариант на Панцер IV. Става очевидно, че въоръжението на съветските танкове трябва да се увеличи, като за тази цел е избран калибърът 85 мм.
Първоначално за тази цел е било предвидено 85 мм танково оръдие Д-5. Но след като през юни 1943 г. съветското ръководство дава отрицателно заключение на изпитанията е решено Централното артилерийско конструкторско бюро да разработи ново 85 мм танково оръдие, а Завод № 183 да произведе няколко прототипа. На новото оръдие е присвоен индекса С-54.
Въпреки започването на работата по новото оръдие, паралелно започва работа и по модернизацията на старото 76 мм. Причина за това е добре усвоената в производството на СССР номенклатура от боеприпаси за него.
Изпитанията на С-54, монтирано на Т-34, се провеждат през октомври 1943 г. на Гороховецкия полигон. Всички боеприпаси за наземна стрелба използвани от базовото оръдие (76 мм зенитно оръдие обр. 1931/38) са изпитани по време на стрелбите.
Монтирането на новото оръдие значително повишава бойните качества на танковете Т-34, КВ-1 и КВ-1с, без да намалява маневреността и експлоатационните им качества. Въпреки това, оръдието не отговаря напълно на изискванията за среден танк и именно за това не е предпочетено за въоръжаване на новия среден танк. Военното ръководство не останало доволно от бронебойните и фугасните качества на стрелбата. Едно от преимуществата на С-54 е, че превъоръжаването можело да се извършва със силите на военните ремонтни бази. Именно поради тази причина приемната комисия препоръчва оръдието да бъде взето на въоръжение с условието всички отбелязани недостатъци да бъдат отстранени не по-късно от края на декември 1943 г.
След повторни изпитания, проведени през февруари 1944 г. комисията стига до заключение, че С-54 притежава качества превъзхождащи Ф-34, като обръща внимание, че базовият модел (76 мм зенитно оръдие обр. 1931/38) е снет от производство през 1939 г. и „оръдието С-54 трябва да се приема като временен вариант до въвеждането на по-мощно 85 мм танково оръдие“.

## Боеприпаси
| Снаряд    | Тегло, кг. | Дължина, клб. | Взривател       |
| --------- | ---------- | ------------- | --------------- |
| УОФ-354M  | 8,82       | 4             | КТМ-1, КТМ-3    |
| УОФ-354Б  | 8,82       | 4             | КТМ-1, КТМ-3    |
| УОФ-354АМ | 8,83       | 4             | КТМ-1, КТМ-3    |
| УФ-354    | 8,52       | 4             | KT3, КТМ-3, 3ГТ |
| УФ-354M   | 8,52       | 4             | КТМ-3           |
| УФ-354Ф   | 8,85       | 4             | АД, АД-2, АДМ   |
| ОФ-350    | 6,2        | 4             | КТМ-1, КТМ-3    |
| ОФ-350Б   | 6,2        | 4             | КТМ-1, КТМ-3    |
| О-350A    | 6,21       | 4             | КТМ-1, КТМ-3    |
| Ф-350     | 6,41       | 4             | KT3, КТМ-3, 3ГТ |
| Ф-350M    | 6,1        | 4             | КТМ-3           |
| Ф-350Ф    | 6,41       | 4             | АД, АД-2, АДМ   |
| 54-Г-354  | 1,08       | 4             | КТМ-1, КТМ-3    |
| Г-354     | 0,86       | 4             | КТМ-1, КТМ-3    |
| 54-Г-354  | 1,08       | 4             | КТМ-1, КТМ-3    |
| Г-354A    | 0,9        | 4             | KT3, КТМ-3, 3ГТ |
| Г-354A    | 0,9        | 4             | КТМ-3           |
| Г-354A    | 0,9        | 4             | АД, АД-2, АДМ   |

| Снаряд    | Тегло, кг. | Дължина, клб. | Взривател |
| --------- | ---------- | ------------- | --------- |
| УБР-354А  | 9,12       | 4,2           | МД-5      |
| УБР-354B  | 9,1        | 4,2           | МД-8      |
| УБР-354СП | 9,2        | 2,3           | няма      |
| БР-350А   | 6,3        | 4,2           | МД-5      |
| БР-350Б   | 6,3        | 4,2           | МД-8      |
| БР-350СП  | 6,6        | 2,3           | няма      |
| 54-Г-354  | 1,08       | 4,2           | МД-5      |
| 54-Г-354  | 1,08       | 4,2           | МД-8      |
| 54-Г-354  | 1,08       | 2,3           | няма      |
| УБР-354П  | 6,3        | 2,4           | няма      |
| УБР-354Н1 | 6          | 2,4           | няма      |
| БР-350П   | 3,02       | 2,4           | няма      |
| БР-350Н1  | 3,02       | 2,4           | няма      |
| 54-Г-354П | 1,08       | 2,4           | няма      |
| 54-Г-354Н | 1,4        | 2,4           | няма      |

| Снаряд    | Тегло, кг. | Дължина, клб. | Взривател  |
| --------- | ---------- | ------------- | ---------- |
| УЩ-354    | 8,94       | 3             | 22 сек., Д |
| УЩ-354T   | 9,1        | 3             | T-6        |
| УЩ-354Г   | 9,02       |               | 22ПГ       |
| Щ-354     | 6,5        | 3,9           | 22 сек., Д |
| Щ-354T    | 6,66       | 3             | T-6        |
| Щ-354Г    | 6,58       | 3,9           | 22ПГ       |
| 54-Г-354A | 0,9        | 3             | 22 сек., Д |
| 54-Г-354A | 0,9        | 3             | T-6        |
| 54-Г-354A | 0,9        | 3,9           | 22ПГ       |

| Снаряд   | Тегло, кг. | Дължина, клб. | Взривател |
| -------- | ---------- | ------------- | --------- |
| УД-350   | 9,12       | 4             | КТМ-2     |
| УД-354A  | 9,12       | 4             | КТМ-1     |
| Д-3502   | 6,45       | 4             | КТМ-2     |
| Д-350A   | 6,45       | 4             | КТМ-1     |
| 54-Г-354 | 1,08       | 4             | КТМ-2     |
| 54-Г-354 | 1,08       | 4             | КТМ-1     |

Забележка:
1 Разработен след Втората световна война.
2 Далекобоен.